# HRT・F112
HRT・F112はHRT F1チームが2012年のF1世界選手権参戦用に開発したフォーミュラ1カー。

## 概要
2012年のレギュレーション改正により、安全基準を検査するクラッシュテストに合格しなければ、開幕前の合同テストでマシンを使用することができなくなった。F112はクラッシュテストの数項目を通過できず、合格後も準備が遅れたため、合同テスト日程が終了した翌日、フィルミング走行枠を利用してカタルーニャ・サーキットでシェイクダウンを行った。
車体後部のパッケージは、引き続きコスワース製エンジンとウィリアムズ製ギアボックスの供給を受ける。また、ウィリアムズ製のKERSも搭載できるよう設計されているが、2012年は使用することは無いだろうと説明している。
カラーリングは白をベースに、赤と金色のラインをあしらっている。

## スペック

### シャシー
- シャシー カーボンファイバーおよびハニカムコンポジット製モノコック
- サスペンション カーボンファイバー製ダブルウィッシュボーン、プッシュロッドによるロッカー制御トーションスプリングおよびアンチロールバー
- ダンパー 油圧式リニアダンパー
- 燃料タンク ケブラー強化ゴム燃料タンク
- ステアリングホイール カーボンファイバー製 電子システムおよび電子機器を統合
- ステアリングシステム 	HRT製油圧サーボ・アシストシステム
- ギアボックス ウィリアムズ セミオートマチック"クイックシフト" 7速＋リバース1速
- クラッチ カーボン製マルチプレート
- ブレーキ素材 	カーボンファイバー製ディスクおよびパッド
- ブレーキキャリパー 6ピストン式
- 冷却システム アルミニウム製オイル 冷却水 ギアボックス冷却
- シートベルト OMP
- コックピット 解剖学的に成型された取り外し可能カーボン・コンポジット製シート 6点式シートベルト HANSシステム
- 電子制御装置 FIA標準ECUおよびFIA認可電子機器、電子システム
- ホイール マグネシウム合金製
- タイヤ ピレリ P Zero
- 全幅 1,800 mm
- 全高 950 mm
- フロントトレッド 1,445 mm
- リアトレッド 1,420mm
- 重量 640kg（FIA規定による最低重量）

### エンジン
- 名称 コスワース CA2012
- 気筒数・角度 V型8気筒・90度
- 排気量 2,400 cc
- 最高回転数 18,000 rpm（レギュレーションで規定）
- 重量 	95kg（FIA規定による最低重量）

## 記録
| 年   | No. | ドライバー     | 1   | 2   | 3   | 4   | 5   | 6   | 7   | 8   | 9   | 10  | 11  | 12  | 13  | 14  | 15  | 16  | 17  | 18  | 19  | 20  | ポイント | ランキング |
| 年   | No. | ドライバー     | AUS | MAL | CHN | BHR | ESP | MON | CAN | EUR | GBR | GER | HUN | BEL | ITA | SIN | JPN | KOR | IND | ABU | USA | BRA | ポイント | ランキング |
| ---- | --- | -------------- | --- | --- | --- | --- | --- | --- | --- | --- | --- | --- | --- | --- | --- | --- | --- | --- | --- | --- | --- | --- | -------- | ---------- |
| 2012 | 22  | デ・ラ・ロサ   | DNQ | 21  | 21  | 20  | 19  | Ret | Ret | 17  | 20  | 21  | 22  | 18  | 18  | 17  | 18  | Ret | Ret | 17  | 21  | 17  | 0        | 12位       |
| 2012 | 23  | カーティケヤン | DNQ | 22  | 22  | 21  | Ret | 15  | Ret | 18  | 21  | 23  | Ret | Ret | 19  | Ret | Ret | 20  | 21  | Ret | 22  | 18  | 0        | 12位       |

- 太字はポールポジション、斜字はファステストラップ。(key)

## 売却
HRTは2012年のシーズンをもって消滅。HRT・F112の2台は、それぞれリサイクル業者とピレリに所有権が移った。